# Bisdom Zaria
Het bisdom Zaria (Latijn: Dioecesis Zariensis) is een rooms-katholiek bisdom met als zetel de stad Zaria in Nigeria. Het bisdom is suffragaan aan het aartsbisdom Kaduna.

## Geschiedenis
Het bisdom werd opgericht op 5 december 2000, uit gebied van het aartsbisdom Kaduna.

## Parochies
In 2020 telde het bisdom 29 parochies. Het bisdom had in 2020 een oppervlakte van 18.000 km2 en telde 2.499.450 inwoners waarvan 2,0% rooms-katholiek was.

## Bisschoppen
- George Jonathan Dodo (5 december 2000 - heden)

Kaduna (aartsbisdom) · Kafanchan · Kano · Kontagora · Minna · Sokoto · Zaria